# Associazione Calcio Sant'Anastasia 2001-2002
Questa pagina raccoglie le informazioni riguardanti l'Associazione Calcio Sant'Anastasia nelle competizioni ufficiali della stagione 2001-2002.

## Rosa
| N. |                    | Ruolo | Calciatore            |
| -- | ------------------ | ----- | --------------------- |
|    | Italia (bandiera)  | C     | Luca Amelii           |
|    | Italia (bandiera)  | C     | Errico Balsamo        |
|    | Italia (bandiera)  | D     | Emiliano Bernardini   |
|    | Italia (bandiera)  | C     | Francesco Caliendo    |
|    | Italia (bandiera)  | P     | Germano Capasso       |
|    | Italia (bandiera)  | D     | Gianluca Castellano   |
|    | Italia (bandiera)  | C     | Carmine Cerchia       |
|    | Italia (bandiera)  | C     | Beppe Colacicco       |
|    | Italia (bandiera)  | C     | Giuseppe Del Gaudio   |
|    | Brasile (bandiera) | C     | Fabio Marcel De Souza |
|    | Italia (bandiera)  | D     | Vincenzo Feola        |
|    | Italia (bandiera)  | C     | Dino Giannascoli      |
|    | Italia (bandiera)  | D     | Antonio Landi         |
|    | Italia (bandiera)  | P     | Vincenzo Marinacci    |

| N. |                   | Ruolo | Calciatore              |
| -- | ----------------- | ----- | ----------------------- |
|    | Italia (bandiera) | A     | Aniello Martone         |
|    | Italia (bandiera) | A     | Francesco Micciola      |
|    | Italia (bandiera) | C     | Nunzio Mollo            |
|    | Italia (bandiera) | C     | Giuseppe Morfù          |
|    | Italia (bandiera) | A     | Francesco Mortellini    |
|    | Italia (bandiera) | C     | Simone Pelanti          |
|    | Italia (bandiera) | A     | Gaetano Pignalosa       |
|    | Italia (bandiera) | D     | Simone Schicchi         |
|    | Italia (bandiera) | D     | Michele Scotti Di Uccio |
|    | Italia (bandiera) | A     | Maurizio Striano        |
|    | Italia (bandiera) | D     | Paolo Valerio           |
|    | Italia (bandiera) | D     | Gaetano Vastola         |
|    | Italia (bandiera) | P     | Valerio Visconti        |